# Eusebi Busquets i Conill
Eusebi Busquets i Conill (Barcelona, 1875-1962) va ésser un tallista i dibuixant de plans de mobiliari que treballà amb el seu cosí Joan Busquets i Cornet.
Cap al 1926 exercí de secretari-administrador del Foment de les Arts Decoratives i dirigí Arts i Bells Oficis (1927-1931) de la mateixa entitat.